# Kavita Patil
Kavita Patil es una actriz de cine y televisión estadounidense, reconocida por interpretar a la sargento Medawar en la serie de televisión The Unit. También ha hecho apariciones en otros programas de televisión como Hawthorne, Dexter y más recientemente en Scandal y Revenge.
En 2014 hizo parte del elenco de la exitosa película Whiplash, interpretando a Sophie.

## Filmografía seleccionada

### Televisión
- 2001 - Ángel
- 2002 - 24
- 2002 - Alias
- 2004 - Doctoras de Philadelphia
- 2005 - Las chicas Gilmore
- 2007 - Las Vegas
- 2008 - Sons of Anarchy
- 2009 - The Unit
- 2011 - Parenthood
- 2013 - Revenge
- 2016 - Supergirl

### Cine
- 2007 - Rising Shores
- 2011 - Cornered
- 2014 - Whiplash